# Kryże
Kryże (ukr. Крижі) – wieś na Ukrainie w rejonie krzemienieckim należącym do obwodu tarnopolskiego.